# Bernard Biraben
Bernard Biraben (30. listopadu 1920, Eymet – 11. srpna 1973, Sainte-Eulalie-de-Cernon) byl francouzský fotograf a ilustrátor.

## Životopis
Pracoval samostatně nebo ve spolupráci s dalšími autory na řadě knih, jako například : Guyenne et Gascogne od Louis Émié, modrý průvodce, Librairie Hachette, 1960; Bordeaux Lucien Prieur (1960); Villes d'art du Bordelais Pierre Dubourg; Le Périgord od Jeana Secreta (1966); Dictionnaire des églises de France (1968) a řada dalších.
Bernard Biraben zemřel v roce 1973 a je pohřben v Soumensacu v Lot-et-Garonne.